# امپراتوری فرانک (فیلم)
امپراتوری فرانک (انگلیسی: Francia) یک فیلم محصول آرژانتین به کارگرانی آدریان کائتانو است.